# Push the Button (Sugababes)
Push the Button è un singolo del gruppo musicale pop britannico Sugababes, pubblicato il 26 settembre 2005 dall'etichetta discografica Island.
La canzone, scritta dalle Sugababes insieme a Dallas Austin e prodotta da quest'ultimo, è il primo singolo estratto dal quarto album del gruppo, Taller in More Ways.

## Video musicale
Il video di Push the Button è stato diretto da Matthew Rolston e prodotto da Lindsay Turnham. Le riprese si sono svolte in diversi luoghi di Shepherds Bush, Londra, nel 18-19 gennaio del 2005, e presentato nel Regno Unito nella settimane del 12 settembre 2005.
Inizialmente il video si concentra su Heidi Range, Mutya Buena e Keisha Buchanan mentre ballano in un ascensore di una struttura, probabilmente una casa condominiale. Mutya Buena ha detto del video: "Ci siamo io, Keisha e Heidi in un ascensore, e ad ogni piano in cui si ferma, appare un ragazzo diverso per ognuna di noi". "Finiamo con Mr 'tranquillo', Mr 'perfetto' e Mr 'ragazzo timido' (Emrhys Cooper) e flirtiamo con loro, li stuzzichiamo e li respingiamo... tutto in modo molto divertente.". Infatti, il video mostra Range, Buchanan e Buena che emergono da un ascensore su piani separati di un edificio alto, l'ascensore è stato chiamato da uomini ignari. Range arriva al piano del primo uomo, descritto da Buena come "Mr Ragazzo Timido", e lei subito gli si avvicina, per poi rubargli gli occhiali e soffiargli in faccia. Buchanan apre la porta dell'ascensore per vedere il secondo uomo, "Mr Tranquillo" e Buchanan viene mostrata mentre balla appoggiando il suo corpo a quello dell'uomo. Buena esce dall'ascensore per trovare "Mr Perfetto", il terzo uomo. Buena prende il suo ombrello piegato e lo getta via, e presto inizia a flirtare con lui.↵Esiste una versione non censurata del video, in cui Mutya fa una lapdance a "Mr Perfetto", Keisha butta a terra "Mr Tranquillo" e lo cavalca e Heidi si china su "Mr Ragazzo Timido" in modo molto sensuale.

## Tracce
CD-Maxi (Island 987 428 7 (UMG) / EAN 0602498742877)
1. Push the Button - 3:39
2. Like the Wheater - 3:46 (Cathy Dennis, Guy Sigsworth, Sugababes)
3. Push the Button (DJ Prom Remix) - 8:14

- Extras: Push the Button (Video)

CD-Single (Island 987 428 5 (UMG)
1. Push the Button - 3:37
2. Favourite Song - 3:47 (Sugababes, Jonathan Lipsey, Cameron McVey)

## Successo commerciale
Push The Button è uno dei singoli di maggior successo delle Sugababes, arrivando in vetta nelle classifiche di Regno Unito, Irlanda, Nuova Zelanda, Croazia, Serbia, Austria e Polonia. È arrivato secondo in Germania e Norvegia, terzo in Svizzera. Il gruppo ha ricevuto la sua seconda nomination nella categoria 'Best British Single' ai Brit Awards del 2006, ma ha vinto Speed of Sound dei Coldplay. Ha venduto 420.982 copie nel Regno Unito. In Australia, Push the Button è arrivato in terza posizione nella classifica dei singoli. È stato certificato platino dalla ARIA, ed è il singolo che ha venduto di più nel mercato australiano. Ha avuto anche successo nelle classifiche dance statunitensi e in Francia, un mercato difficile per il gruppo. In Svezia è arrivato quarto e nei Paesi Bassi terzo (rimanendo in classifica per 23 settimane).

## Classifiche

### Classifiche settimanali
| Classifica (2005)   | Posizione massima |
| ------------------- | ----------------- |
| Austria             | 1                 |
| Australia           | 3                 |
| Belgio (Fiandre)    | 2                 |
| Belgio (Vallonia)   | 33                |
| Danimarca           | 3                 |
| Finlandia           | 8                 |
| Francia             | 17                |
| Germania            | 2                 |
| Irlanda             | 1                 |
| Italia              | 11                |
| Norvegia            | 2                 |
| Nuova Zelanda       | 1                 |
| Paesi Bassi         | 3                 |
| Regno Unito         | 1                 |
| Svezia              | 4                 |
| Svizzera            | 3                 |
| Classifica mondiale | 6                 |

### Classifiche di fine anno
| Classifica (2006) | Posizione |
| ----------------- | --------- |
| Australia         | 45        |
| Romania           | 60        |